# Шладен
Шладен (на немски: Schladen) е част от общината Шладен-Верла (от 1 ноември 2013 г.) в район Волфенбютел в Долна Саксония, Германия с 5016 жители (към 31 декември 2010). Намира се на 15 км южно от Волфенбютел и на 25 км южно от Брауншвайг.

Шладен е споменат за пръв път в документ през 1154 г. като „Шладхайм“ („Schladheim“).

## Личности
- Леополд фон Кленце (1784–1864), архитект и писател, роден в Бухладен при Шладен

- Герб на графовете фон Шладен
- Църквата Св. Мария в Шладен